# 童星 (社会学家)
童星（1948年8月—），男，江苏南京人。中国社会学家，主要研究社会问题、社会保障、社会发展。

## 生平
1948年出生在江苏南京，1977年刚恢复高考，作为江苏省文科状元考入南京大学哲学系。1982年1月毕业后留校任教。历任南京大学社会学系教授、南大研究生院院长、南京大学公共管理学院院长，全国学位与研究生教育评估工作委员会副主任委员等职。1992年获国务院政府特殊津贴。

## 出版物
著有《发展社会学与中国现代化》、《中国转型期社会风险及其识别：理论探讨与实证研究》、《世纪末的挑战——当代中国社会问题研究》等专著；《现代社会学理论新编》、《社会保障与管理》等教材。